# Mučeništvo štirih svetnikov (Correggio)
Mučeništvo štirih svetnikov je slika olje na platnu italijanskega renesančnega umetnika Correggia iz okoli leta 1524, ki je shranjena v Galleria Nazionale v Parmi v Italiji.

## Zgodovina
Delo je eno od platen, ki jih je naročil plemič Placido Del Bono iz Parme za kapelo v cerkvi sv. Janeza Evangelista v Parmi. Omenja jih (čeprav napačno zapisano, da so v stolnici) poznorenesančni umetniški biograf Giorgio Vasari v prvi izdaji svojega dela Življenja umetnikov (1550).

## Opis in slog
Tema slike, ki je v zahodni religiozni umetnosti precej redka, je mučeništvo Placida in njegove sestre Flavije (ki sta domnevno živela v 4. stoletju) in za njima smrt dveh prejšnjih rimskih bratov in sester, Evtihija in Viktorina, ki se pojavita že obglavljena na desni strani slike. Nad njimi leti angel s palmo mučeništva.
Glede na redkost teme Correggio ni imel trdne ikonografske tradicije, na katero bi se lahko skliceval, in ta svoboda je dala priložnost za postavitev podobe na precej inovativen način.
Iz pripravljalne risbe, ki je danes shranjena v Louvru, je razvidno, da je umetnik sprva zasnoval bolj poenostavljeno rešitev, ki je predvidevala strogo simetrično razporeditev štirih figur, medtem ko je bil v središču majhen putto, ki je sedel na oblaku in nosil krono mučeništva. Šele kasneje je moral biti Correggio pozoren na posebno poševno točko gledanja, ki bi jo imel gledalec pred kapelo. To je umetnika spodbudilo, da je podobo zgradil diagonalno in postavil figuro enega od krvnikov od zadaj, tako da je bil namenjen odpiranju prizora z leve, v drži, ki je naletela na veliko zanimanje Niccolòja dell'Abateja, enega najbolj zanimivih slikarjev emilijanskega manierizma na oltarni sliki za cerkev v Modeni, ki je zdaj izgubljena, vendar jo je Vasari že cenil.
Tudi geste figur mučenikov so se od pripravljalne risbe do končnega dela bistveno spremenile. Zlasti sveta Flavija, ki je bila sprva predstavljena z desno roko k prsim in obrazom v profilu, je na sliki zavzela bolj frontalni položaj, z razprtimi rokami in pogledom, obrnjenim v nebo v sladkem in pokornem sprejemanju njenega mučeništva. Potezo, ki jo je sam Correggio ponovil v letih, zelo blizu tem, v figuri Kristusa molitve v vrtu in ki je skoraj stoletje pozneje očarala Federica Baroccija..